# Xiyangyang yu Huitailang
Xiyangyang yu Huitailang (en chino tradicional, 喜羊羊與灰太狼; en chino simplificado, 喜羊羊与灰太狼; pinyin, Xǐyángyáng yǔ Huītàiláng, Cabra Feliz y Gran Lobo Gris), conocida también como Pleasant Goat and Big Big Wolf, es una serie animada de televisión china creada por Huang Weiming y producida por Creative Power Entertaining. La serie trata acerca de un grupo de cabras que viven en Pradera Verde Verde (en chino simplificado, 青青草原; pinyin, Qīngqīng Cǎoyuán) y la historia que gira en torno a un lobo torpe que trata de cazarlas. Es transmitida en más de 40 estaciones de televisión locales incluyendo TVB de Hong Kong, BTV Animation Channel, MOMO kids de Taiwán y CCTV. La serie además fue transmitida en Corea del Sur y Singapur. La serie ha tenido un lanzamiento fuera de Asia.

## Historia
La serie Xiyangyang yu Huitailang tenía 530 episodios cuando se estrenó. 
Después de que se convirtiera en un éxito moderado, Creative Power Entertaining creó los siguientes 2000 episodios, incluyendo 146 episodios exclusivos de los Juegos Olímpicos.
En enero de 2009 fue lanzada en China Xiyangyang yu Huitailang zhi niuqichongtian (en chino simplificado, 喜羊羊与灰太狼之牛气冲天; pinyin, Xǐyángyáng yǔ Huītàiláng zhī niúqichōngtiān, Cabra Feliz y Gran Lobo Gris: La súper aventura), la primera película de la serie. Rompió el récord de recaudación en taquillas locales para una película de animación china doméstica, recaudando 30 millones de yuanes (US$4.39 millones) durante el fin de semana de estreno. Tan solo en el primer día de estreno logró recaudar 8 millones de yuanes. De acuerdo con Beijing News, los ingresos percibidos el fin de semana estuvieron muy por delante del récord que poseía la película de animación doméstica previa, Storm Rider Clash of the Evils (la adaptación de la historieta de Storm Riders), que recaudó 25 millones de yuanes en dos semanas cuando fue estrenada el verano anterior. Zhao Jun, gerente general de China Film South Cinema Circuit Co. Ltd., predijo que la película podría llegar a recaudar al menos 60 millones de yuanes en taquillas. Un gerente de Stellar International Cineplex dijo que la sala más grande de ese cine, la cual había sido asignada para proyectar El acantilado rojo II, fue reasignada para proyectar la película a fin de satisfacer la demanda popular.
Una segunda película Xiyangyang yu Huitailang zhi huhushengwei (en chino simplificado, 喜羊羊与灰太狼之虎虎生威; pinyin, Xǐyángyáng yǔ Huītàiláng zhī hǔhǔshēngwēi, Cabra Feliz y Gran Lobo Gris: Viaje al desierto: la aventura del tótem perdido) fue lanzada en enero de 2010. Esta película contiene muchas canciones originales.
La tercera película, Xiyangyang yu Huitailang zhi tunian dingguagua (en chino simplificado, 喜羊羊与灰太狼之兔年顶呱呱; pinyin, Xǐyángyáng yǔ Huītàiláng zhī tùnián dǐngguāguā, Cabra Feliz y Gran Lobo Gris: Castillo de Luna: La aventura espacial) fue lanzada en 2011.
La cuarta película, Xiyangyang yu Huitailang zhi kaixin chuang longnian (en chino simplificado, 喜羊羊与灰太狼之开心闯龙年; pinyin, Xǐyángyáng yǔ Huītàiláng zhī Kāixīn Chuǎng Lóngnián, Cabra Feliz y Gran Lobo Gris: Misión increíble: aventuras en rastro del Dragón) fue lanzada en 2012.
La quinta película, Xiyangyang yu Huitailang zhi xiqiyangyang guo shenian (en chino simplificado, 喜羊羊与灰太狼之喜气羊羊过蛇年; pinyin, Xǐyángyáng yǔ Huītàiláng zhī Xǐqìyángyáng Guò Shénián, Cabra Feliz y Gran Lobo Gris: El arca mítica: aventuras en el amor y la felicidad) fue lanzada en 2013.
La sexta película, Xiyangyang yu Huitailang zhi feima qiyuji (en chino simplificado, 喜羊羊与灰太狼之飞马奇遇记; pinyin, Xǐyángyáng yǔ Huītàiláng zhī Fēimǎ Qíyùjì, Cabra Feliz y Gran Lobo Gris: Conoce al pegaso) fue lanzada en 2014.
La séptima película, Xiyangyang yu Huitailang zhi yangnian xiyangyang (en chino simplificado, 喜羊羊与灰太狼之羊年喜羊羊; pinyin, Xǐyángyáng yǔ Huītàiláng zhī Yángnián Xǐyángyáng, Cabra Feliz y Gran Lobo Gris: Increíble Cabra Feliz) fue lanzada en 2015.
La octava película, Xiyangyang yu Huitailang zhi Kuang Chu Weilai (en chino simplificado, 喜羊羊与灰太狼之筐出未来; pinyin, Xǐyángyáng yǔ Huītàiláng zhī Kuāng Chū Wèilái, Cabra Feliz y Gran Lobo Gris: Dunk para Futuro) será lanzado en 2022.

## Trama
En el año de la cabra 3131 las cabras viven felizmente en Pradera Verde Verde, pero Huitailang y su esposa Hongtailang tratan de cazarlos. Pero las cabras son inteligentes y están armadas con tecnología. Cada vez que Huitailang se aparece en el Pueblo de las Cabras, piensa en un plan astuto para atraparlas. Entre los estudiantes cabra, un cabrito llamado Xiyangyang siempre encuentra la manera de arruinar los planes de Huitailang y salvar a las cabras. Con el esfuerzo de Xiyangyang y sus amigos, Huitailang nunca captura ninguna cabra. Al final de cada episodio, Huitailang siempre promete regresar.
El conflicto entre Huitailang y Xiyangyang nunca termina. Aunque Huitailang falla todo el tiempo, él nunca se da por vencido. Aunque él es malvado con las cabras, él es amable y tímido con Hongtailang. Hongtailang es algo impaciente y disfruta que su esposo haga todo el trabajo por ella. Ella nunca intenta atrapar a las cabras por ella misma, sino que siempre le grita a su esposo. A ella le gusta la moda y se comporta como una mujer adulta moderna (aunque a veces sus pensamientos son un poco infantiles). Ella no conoce nada más que el cordero y le encanta golpear a Huitailang con su sartén. Xiyangyang y sus amigos son representados como niños de primaria, cada uno de los cuales tiene su propia personalidad: Meiyangyang es una bonita cabrita quien está siempre preocupada por su apariencia y estima, Cabra Fuerte es un cabrito trabajador y a quien le gusta Meiyangyang, Lanyangyang es un tierno cabrito a quien le gusta relajarse. Su maestro (una vieja cabra, a veces nombrado como el «Mayor del Pueblo») es un científico que desarrolla máquinas que protegen su escuela.

## Personajes

### Cabras
- Xiyangyang (en chino simplificado, 喜羊羊; pinyin, Xǐyángyáng, Cabra Feliz) es el líder de las cabras jóvenes en Pradera Verde Verde quien siempre lleva una campana colgada con un listón azul, y zapatos azules con blanco. Es la cabra más veloz en Pradera Verde Verde, pero es un poco impaciente, así que a veces hace bromas. Xiyangyang es optimista, activo, valiente, ingenioso e inteligente. Debido a que siempre descubre el plan de Huitailang y salva la vida de las otras cabras, es considerado el héroe tribal.

- Lanyangyang (en chino simplificado, 懒羊羊; pinyin, Lǎnyángyáng, Cabra Perezosa) es un cabrito pequeño y glotón que usa un biberón amarillo. Odia trabajar y le gusta dormir, pero debido a su naturaleza perezosa a veces es el primero a quien atrapa Huitailang. Además tiene el hábito de caer dormido donde quiera que Huitailang trata de atrapar a las cabras. Sin embargo, a través de la serie ha demostrado tener talentos ocultos como bucear.

- Feiyangyang (en chino simplificado, 沸羊羊; pinyin, Fèiyángyáng, Cabra Fuerte) es un cabrito de piel morena. Él era considerado la cabra más fuerte en Pradera Verde Verde hasta que se reveló que Nuanyangyang era más fuerte que él porque tiene genes de cabra montés. Es enérgico, arrogante y tiende a subestimar a otros, pero tiene fobia a las cucarachas. A él también le gusta Meiyangyang. Curiosamente, es incapaz de derrotar a Huitailang en una única pelea, excepto por ocasiones inusuales. Le gusta el boxeo y molestar a Lanyangyang.

- Meiyangyang (en chino simplificado, 美羊羊; pinyin, Měiyángyáng, Cabra Bella) es una cabrita que siempre usa rosa en sus cuernos y calza zapatos rosas. Ella es una de las estudiantes de Manyangyang. A ella le gusta cocinar, maquillarse y probarse ropa. Sus habilidades para la comida, maquillaje y vestido son sobresalientes en Pradera Verde Verde. Meiyangyang es considerada tierna y gentil, pero le gusta llorar a veces.

- Nuanyangyang (en chino simplificado, 暖羊羊; pinyin, Nuǎnyángyáng, Cabra Cálida) es una cabrita dócil y tierna, y es la presidenta de su clase. Durante el especial de los Juegos Olímpicos de Pekín se reveló que ella posee genes de cabra montés, lo cual la hace la cabra más fuerte en el Pueblo de las Cabras, incluso por encima de Feiyangyang. Ella es la cabra más sensible pero a veces es muy parlanchina. Es amiga de Jiaotailang.

- Manyangyang (en chino simplificado, 慢羊羊; pinyin, Mànyángyáng, Cabra Lenta) es el jefe del Pueblo de las Cabras. Es una cabra sabia y maestro de las cabras jóvenes. Además es un brillante inventor y posee su propio laboratorio subterráneo. Cuando está inventando, a veces adopta una personalidad de científico loco. Es más lento que un caracol y a veces usa uno como transporte.

### Lobos
- Huitailang (en chino simplificado, 灰太狼; pinyin, Huītàiláng, Gran Lobo Gris) es el antagonista principal. Es un lobo gris con una cicatriz visible en el rostro y que usa un sombrero remendado de color anaranjado y amarillo. Usa diferentes formas sigilosas para atrapar a las cabras y a veces se disfraza de otro animal o rompe la puerta de las casas de las cabras para atraparlas. Constantemente trata de apaciguar a su esposa, Hongtailang, pero ella termina golpeándolo con una sartén. Cuando es derrotado por las cabras, su frase es «¡juro que volveré, pequeñas molestas cabras!» (en chino simplificado, 可恶的小羊，我一定会回来的！; pinyin, kěwù de xiǎo yáng, wǒ yīdìnghuì huílái de!) o «¡juro que volveré, Xiyangyang!» (en chino simplificado, 可恶的喜羊羊，我一定会回来的!; pinyin, kěwù de Xǐyángyáng, wǒ yīdìnghuì huílái de!) o «¡juro que volveré!» (en chino simplificado, 我一定会回来的!; pinyin, wǒ yīdìnghuì huílái de!).

- Hongtailang (en chino simplificado, 红太狼; pinyin, Hóngtàiláng, Gran Loba Roja) es la narcisista esposa de Huitailang quien viste una túnica roja. Ella es muy exigente y abusiva con su esposo, a quien golpea con una sartén cuando falla en atrapar a Xiyangyang. Sin embargo, ella es muy inteligente y mientras su esposo piensa en inventos complicados para atrapar a las cabras, sus ideas simples son las que tienen éxito.

- Xiaohuihui (en chino simplificado, 小灰灰; pinyin, Xiǎohuīhuī, Pequeño Gris) es el hijo de Huitailang y Hongtailang.

- Huangtailang (en chino simplificado, 黄太狼; pinyin, Huángtàiláng, Gran Lobo Amarillo) es el abuelo de Huitailang.

- Heitailang (en chino simplificado, 黑太狼; pinyin, Hēitàiláng, Gran Lobo Negro) es el padre de Huitailang.

- Jiaotailang (en chino simplificado, 蕉太狼; pinyin, Jiāotàiláng, Gran Lobo Banana) es un lobo apacible y vegetariano que está obsesionado con los bananos. Aprecia a Nuanyangyang porque le consigue bananos.

- Xiangtailang (en chino simplificado, 香太狼; pinyin, Xiāngtàiláng, Gran Loba Fragante) es prima de Huitailang y Hongtailang. Ella estuvo a punto de casarse con Jiaotailang, pero terminó casándose con el ministro que los iba a casar, quien estaba enamorado de ella.

- Wudalang (en chino simplificado, 武大狼; pinyin, Wǔdàláng, Gran Lobo Marcial) es el ancestro de la familia de lobos. Es el archirrival de Ruanmianmian.

### Mascotas
- Xixi (en chino simplificado, 喜喜; pinyin, Xǐxǐ, Feliz) es la mascota de Xiyangyang. Es un pequeño caballo.
- Meimei (en chino simplificado, 美美; pinyin, Měiměi, Preciosa) es la mascota de Meiyangyang. Es una bola peluda con patines.
- Lanlan (en chino simplificado, 懒懒; pinyin, Lǎnlǎn, Holgazán) es la mascota de Lanyangyang. Es un huevo hervido que puede entrar en huecos pequeños.
- Dada (en chino simplificado, 打打; pinyin, Dǎdǎ, Golpeador) es la mascota de Feiyangyang. Un par de guantes de boxeo, los cuales usa Cabra Fuerte.
- Nuannuan (en chino simplificado, 暖暖; pinyin, Nuǎnnuǎn, Amigable) es la mascota de Nuanyangyang. Es un ave que puede crear un viento fuerte al aletear.